# Claus Zoege von Manteuffel
Claus Zoege von Manteuffel  (* 6. Mai 1926 in Dresden; † 3. Juni 2009 in Stuttgart) war ein deutscher Kunsthistoriker.
Claus Zoege von Manteuffel, Sohn des Kunsthistorikers Kurt Zoege von Manteuffel (1881–1941), Direktor des Dresdner Kupferstichkabinetts, studierte Kunstgeschichte in Göttingen, Basel, München und Freiburg im Breisgau. Dort wurde er 1952 bei Kurt Bauch mit einer Arbeit zu Gottfried Semper promoviert. 
Zunächst arbeitete er als Volontär am Germanischen Nationalmuseum in Nürnberg. Von 1955 bis 1959 war er Assistent am Städtischen Kunstmuseum in Düsseldorf, von 1957 bis 1968 war er Kurator an der Skulpturenabteilung der Berliner Museen. 1968 habilitierte er sich an der TU Berlin, wo er noch im selben Jahr Professor für Kunstgeschichte wurde. 1978 wurde er Direktor des Württembergischen Landesmuseums in Stuttgart und blieb dies bis zu seiner Pensionierung 1991. 1981 wurde er zum Honorarprofessor an der Universität Stuttgart ernannt. 1971 erhielt er den Bodensee-Literaturpreis der Stadt Überlingen, 1980 das Bundesverdienstkreuz am Bande.
Zu seinen Hauptforschungsgebieten zählte die süddeutsche Barockplastik, insbesondere die Bildhauerfamilie Zürn.

## Werke
- Ernst Ludwig Kirchner: Gemälde und Graphik der Sammlung Dr. F. Bauer, Davos, Verlag Nürnberger Presse, Nürnberg 1952, DNB 455831572
- Die Baukunst Gottfried Sempers 1803–1879. Freiburg im Breisgau 1952, DNB 480383405 (Dissertation Universität Freiburg im Breisgau, Philosophische Fakultät, 29. Mai 1952, 326 Seiten, ohne Abbildungen; MV: „Manteuffel-Verzeichnis“).
- Die Bildhauerfamilie Zürn 1606–1666, 2 Bände, Anton H. Konrad Verlag, Weißenhorn 1969, DNB 458734705 (Habilitation TU Berlin [1969], Band 1: 317 Seiten (Mit einem Beitrag von Peter von Bomhard), Band 2: Bildtafeln und Werkkatalog, 518 Seiten).
- Die großen Ritterheiligen von Martin Zürn (= Studienhefte der Skulpturenabteilung, Band 2), Staatliche Museen Preußischer Kulturbesitz, Berlin [1974 +?], DNB 750837098.
- Der Überlinger Altar. Aufnahmen von Siegfried Lauterwasser und Ingeborg Limmer (= Langewiesche-Bücherei). Langewiesche, Königstein im Taunus [1983 ?], ISBN 3-7845-1751-X.
- Kunst und Künstler in Württemberg, hrsg. von Claus Zoege von Manteuffel, DVA, Stuttgart 1996, ISBN 3-421-03087-1.
- Die Waldseer Bildhauer Zürn. Zur Ausstellung im Kornhausmuseum Bad Waldsee vom 18. April bis 1. Juni 1998, hrsg. vom Museums- und Heimatverein Bad Waldsee, Bad Waldsee 1998, ISBN 3-88294-252-5.